# Petr Křička
Petr Ladislav Křička (ur. 4 grudnia 1884 w Kelčy, zm. 25 lipca 1949 w Okarcu) – czeski bibliotekarz, nauczyciel, poeta i pisarz; twórca literatury dziecięcej. Tworzył także przekłady z języków rosyjskiego i francuskiego.
Jego bratem był kompozytor i dyrygent Jaroslav Křička.

## Twórczość
- Šípkový keř, 1916
- Bílý štít, 1919
- Svět zvířat. 1920
- Hoch s lukem, 1924
- Výbor z básní, 1927
- Z lyriky Petra Křičky, 1929
- Suchá jehla: Humor – úsměv – satira: Verše a próza, 1933
- Chléb a sůl, 1933
- Sedm vybraných básní Petra Křičky, 1935
- Časný podzim, Novina, 1940
- Světlý oblak – Dvanáct zpěvů z temných let, 1945
- O neposlušném Budulínkovi – pohádka starého čmeláka, 1945
- Píseň meče – Básně epické, 1946
- Běsové – Z válečné lyriky, 1946
- Ďábel frajtrem – Druhé války světové stručný přehled veršem, 1947
- Zvon meče, 1948
- Láska vlastenecká, 1949
- Z díla, 1954
- Tak nikde skřivánek nezpívá, 1957
- Jedna jednou, 1966
- Květ šípkový – výbor veršů, 1986

### Przekłady
- Anton Pavlovič Čechov: Celá Rus – výbor z povídek, 1950
- Nikolaj Vasiljevič Gogol: Taras Bulba, 1950
- Michail Jurjevič Lermontov: Lyrika, 1948
- Molière: Amfitryon, 1939